# Fly International Luxurious Art
Albums de Raekwon
Shaolin vs. Wu-Tang
(2011) The Wild
(2017)
Singles
1. All About You
Sortie : 20 août 2013
2. Soundboy Kill It
Sortie : 10 décembre 2013
3. Wall to Wall
Sortie : 17 mars 2015

Fly International Luxurious Art est le sixième album studio de Raekwon, sorti le 28 avril 2015.

## Liste des titres
| No  | Titre                                                                                           | Contient un (des) sample(s) de                                                                   | Durée |
| --- | ----------------------------------------------------------------------------------------------- | ------------------------------------------------------------------------------------------------ | ----- |
| 1.  | Intro (Produit par Jerry Wonda)                                                                 |                                                                                                  | 1:09  |
| 2.  | 4 in the Morning (featuring Ghostface Killah – Produit par Scram Jones)                         |                                                                                                  | 3:21  |
| 3.  | I Got Money (featuring A$AP Rocky – Produit par S1)                                             |                                                                                                  | 3:21  |
| 4.  | Wall to Wall (featuring French Montana et Busta Rhymes – Produit par She da God et Snaz)        | Let Me Be Your Angel de Stacy Lattisaw                                                           | 5:02  |
| 5.  | Heated Nights (Produit par Frank G)                                                             |                                                                                                  | 3:02  |
| 6.  | F.I.L.A. World (featuring 2 Chainz – Produit par Scram Jones)                                   |                                                                                                  | 4:21  |
| 7.  | 1,2, 1,2 (featuring Snoop Dogg – Produit par Scoop DeVille)                                     | Ike's Mood I d'Isaac Hayes Make the Music With Your Mouth, Biz de Biz Markie featuring T.J. Swan | 3:20  |
| 8.  | Live to Die (Produit par S1)                                                                    |                                                                                                  | 3:12  |
| 9.  | Soundboy Kill It (featuring Melanie Fiona et Assassin – Produit par Jerry Wonda et Swizz Beatz) |                                                                                                  | 3:07  |
| 10. | Revory (Wraith) (featuring Ghostface Killah et Rick Ross – Produit par Bluerocks)               | Where Can I Go? de Marlena Shaw                                                                  | 3:24  |
| 11. | All About You (featuring Estelle – Produit par Jerry Wonda)                                     |                                                                                                  | 3:25  |
| 12. | Nautilus (Produit par Scram Jones)                                                              |                                                                                                  | 2:39  |
| 13. | Worst Enemy (featuring Liz Rodrigues – Produit par Matthew Burnett)                             |                                                                                                  | 3:43  |